# Condado de Lincoln (Wisconsin)
El condado de Lincoln (en inglés: Lincoln County), fundado en 1874, es uno de 72 condados del estado estadounidense de Wisconsin. En el año 2000, el condado tenía una población de 29,641 habitantes y una densidad poblacional de 13 personas por km². La sede del condado es Merrill.

## Geografía
Según la Oficina del Censo, el condado tiene un área total de 2,349 km², de la cual 2,288 km² es tierra y 61 km² (2.62%) es agua.

### Condados adyacentes
- Condado de Oneida (norte)
- Condado de Langlade (este)
- Condado de Marathon (sur)
- Condado de Taylor (oeste)
- Condado de Price (noroeste)

## Demografía
En el censo de 2000, había 29,641 personas, 11,721 hogares y 8,228 familias residiendo en el condado. La densidad poblacional era de 13 personas por km². En el 2000 había 14,681 unidades habitacionales en una densidad de 6 por km². La demografía del condado era de 97.76% blancos, 0.41% afroamericanos, 0.44% amerindios, 0.39% asiáticos, 0.04% isleños del Pacífico, 0.29% de otras razas y 0.68% de dos o más razas. 0.82% de la población era de origen hispano o latino de cualquier raza.

## Localidades

### Ciudades
- Merrill
- Tomahawk

### pueblos
- Birch
- Bradley
- Corning
- Harding
- Harrison
- King
- Merrill
- Pine River
- Rock Falls
- Russell
- Schley
- Scott
- Skanawan
- Somo
- Tomahawk
- Wilson

### Áreas no incorporadas
- Gleason
- Heafford Junction
- Irma
- Tripoli (parcial)